# Marc Martel

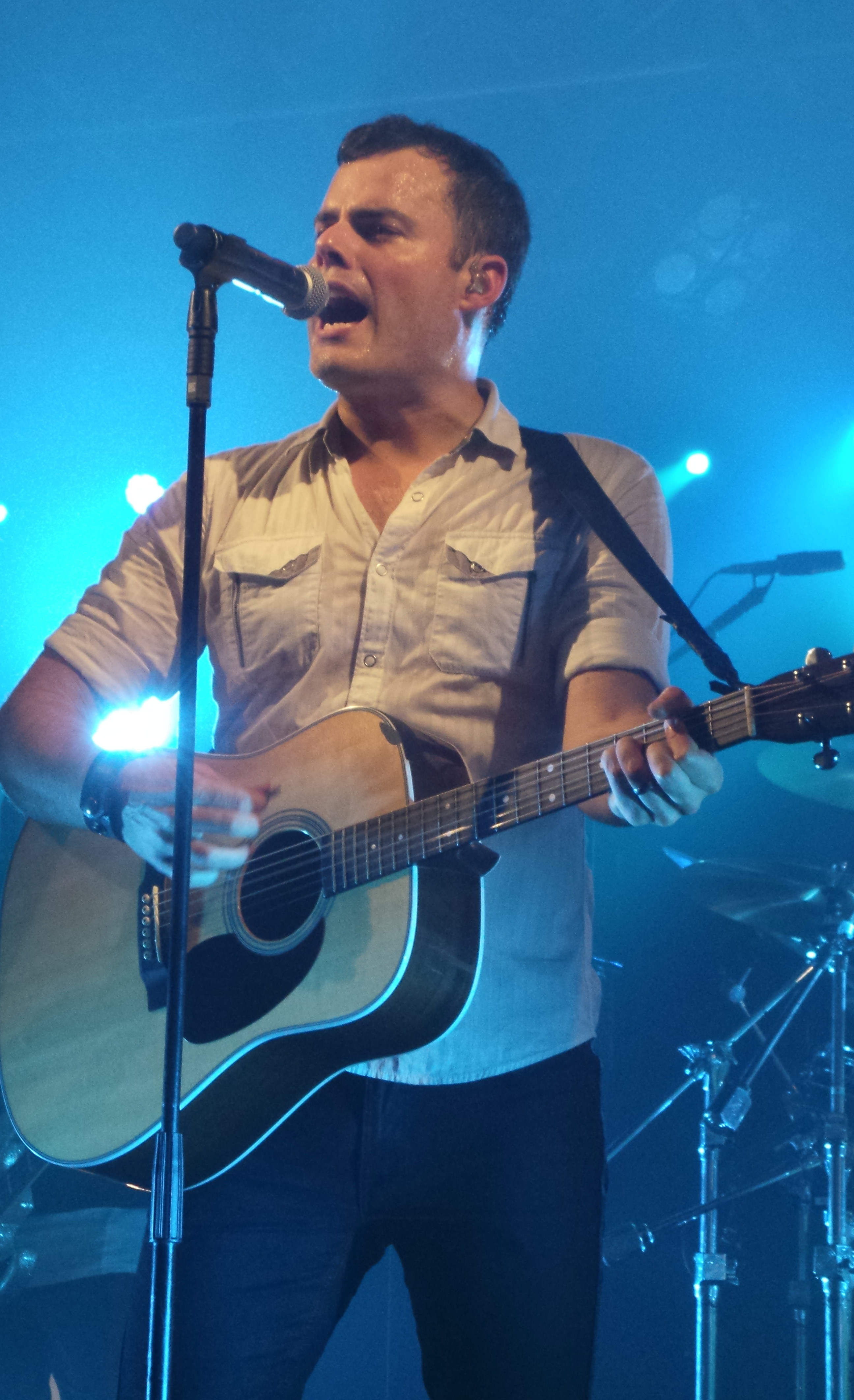
Marc Martel (2013)

Marc Martel (* 16. November 1976 in Montreal) ist ein kanadischer Sänger, Gitarrist und Pianist.

## Biografie
Martel wuchs in der Provinz Quebec auf und besuchte später das Briercrest College in Saskatchewan. Dort gründete er 1999 mit einigen Freunden die Band Downhere, mit der er mehr als zehn Jahre tourte und in den 2000er Jahren mehrere Alben aufnahm.
Im Jahr 2011 nahm er Homevideos von Solo-Coverversionen der Queen-Klassiker Somebody To Love und Bohemian Rhapsody auf, die online in kurzer Zeit über 30 Millionen Aufrufe erzielten, und absolvierte in den folgenden sechs Jahren über 160 Shows mit der Covershow The Queen Extravaganza.
Mit der Eigenproduktion The Ultimate Queen Celebration war Martel ab 2017 weltweit auf Tournee, arbeitete aber auch mit dem Philharmonic Orchestra of México und veröffentlichte Solo-Alben.
Weltweit bekannt wurde er durch den Film Bohemian Rhapsody, der 2019 mit einem Golden Globe ausgezeichnet wurde, in dem er für einige Songs Rami Malek seine Stimme lieh.

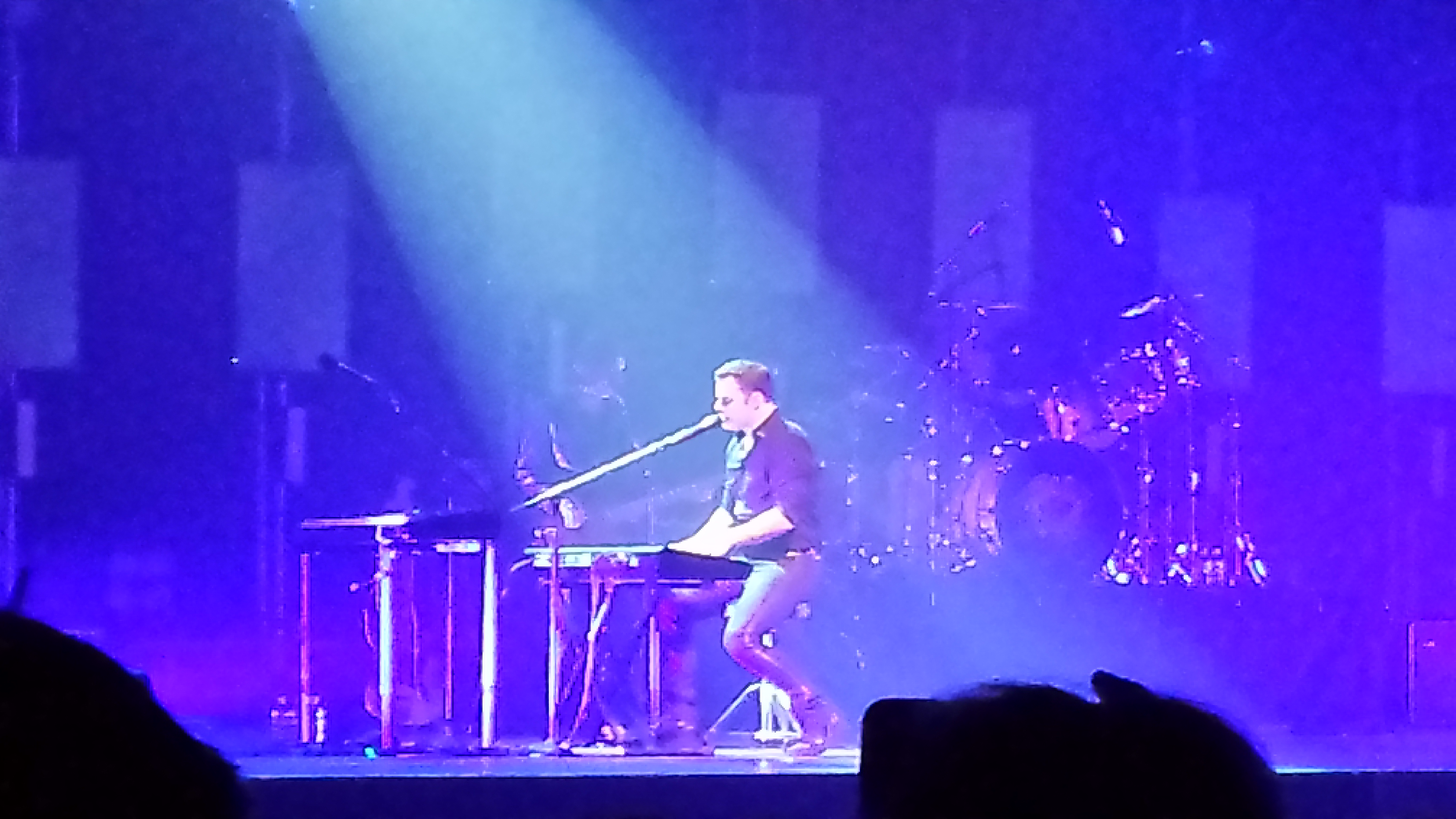
Marc Martel in Padua (2014)

Über sein Privatleben hält sich Martel überwiegend bedeckt. Im Jahr 2010 heiratete er Crystal Koster.

## Auszeichnungen
- mit Downhere: Juno Award, Dove Awards, Covenant Awards
- mit Bohemian Rhapsody: Golden Globe

## Diskographie (Solo)
- The Prelude EP (2013)
- The Silent Night EP (2016)
- Impersonator (2014)
- Live at the High Watt (2016)
- A Night at the Apollo (2017)
- The First Noel EP (2017)
- My Way Vol. 1 EP (2018)
- Thunderbolt & Lightning (2018)
- Christmas is Here EP (2018)
- The Christmas Collection (2019)